# Balkanküche

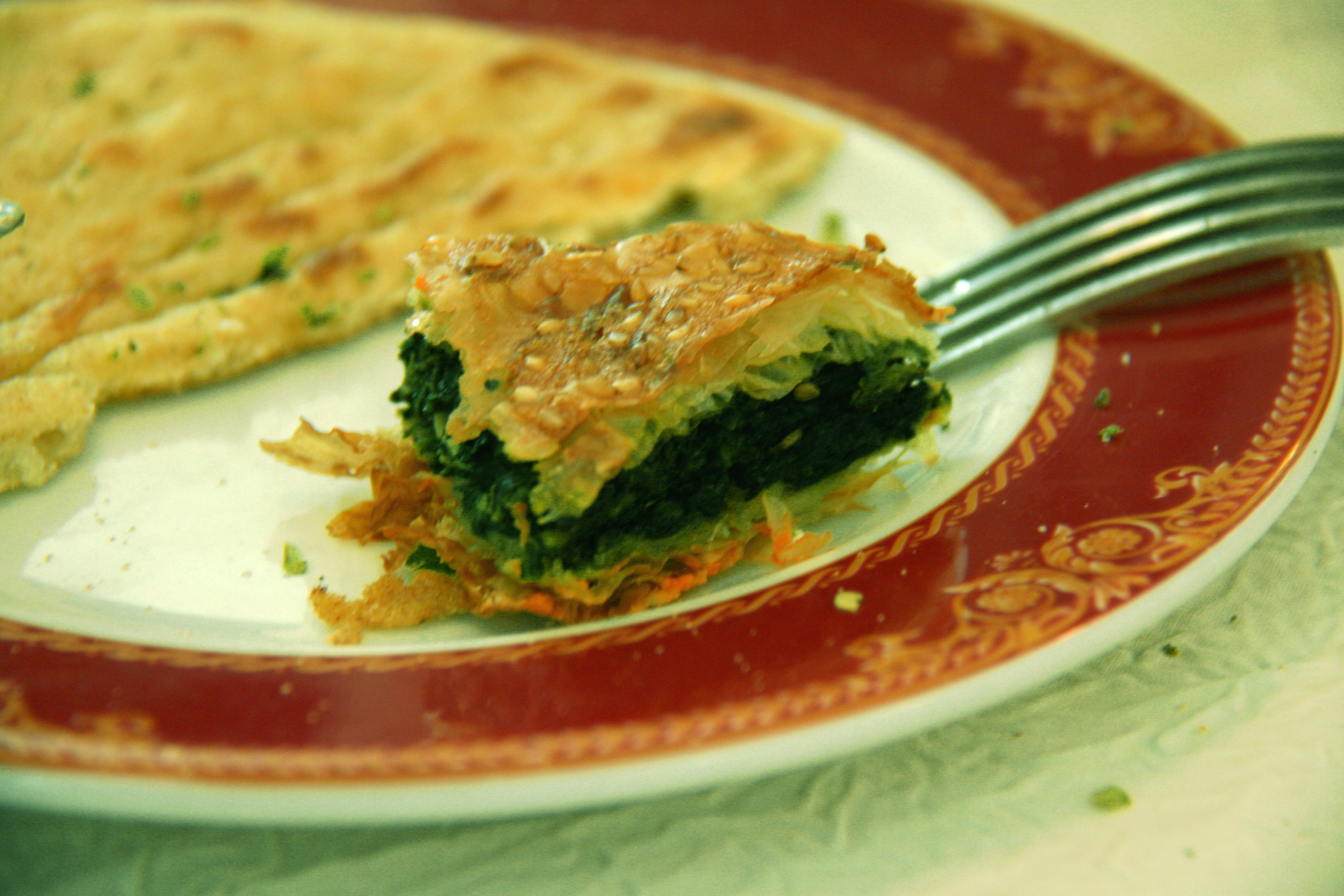
In der Balkanküche in verschiedenen Varianten weit verbreitet: Burek

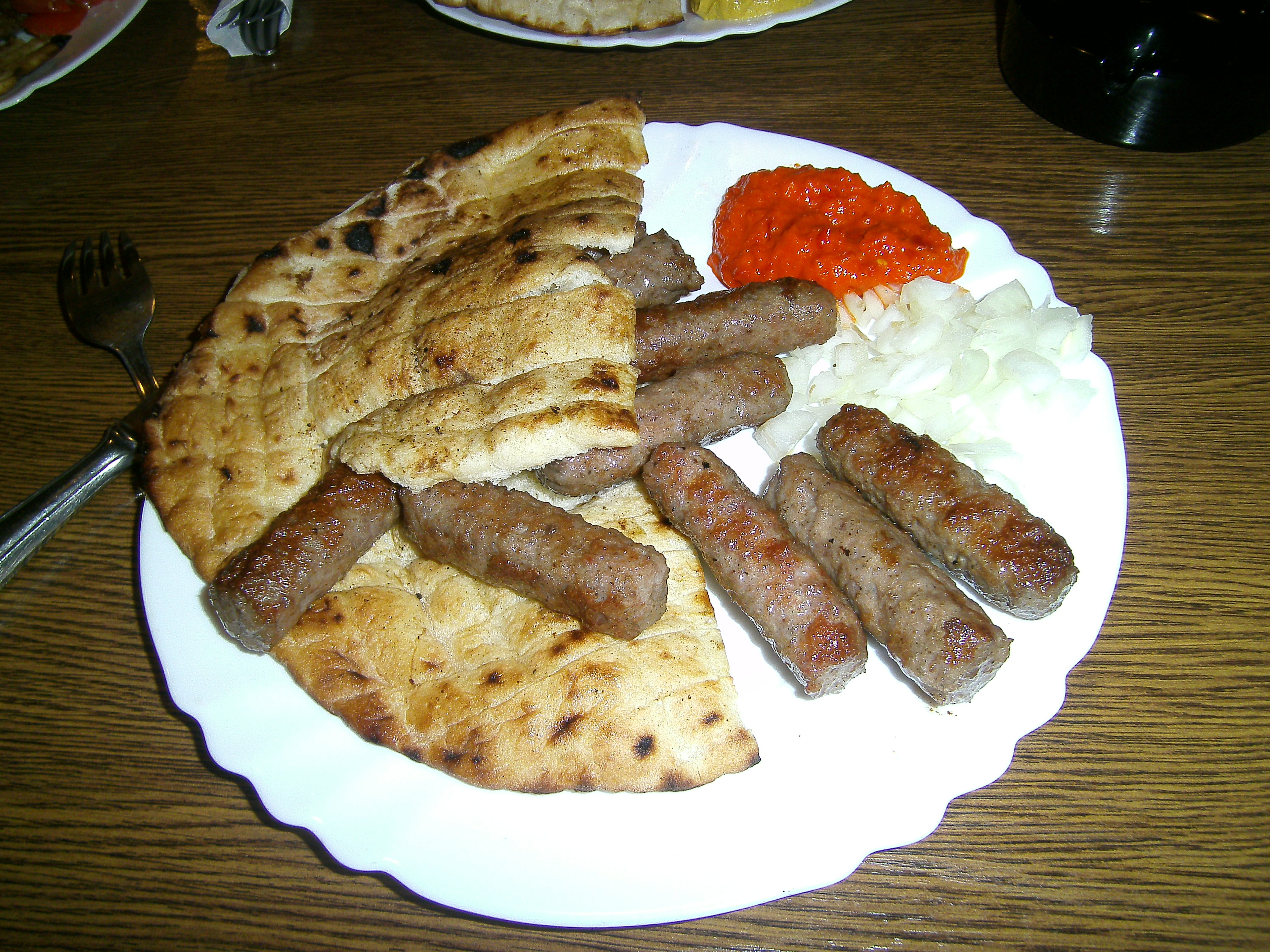
Ćevapčići mit Brot, Ajvar und Zwiebeln

Balkanküche ist ein häufig verwendeter Oberbegriff für verschiedene Landesküchen, die geografisch zum Balkan gehören. Dazu gehören Bulgarien, Rumänien, Serbien, Bosnien und Herzegowina, Kosovo, Kroatien, Slowenien, Nordmazedonien, Montenegro, Albanien, Griechenland und die Türkei. Die Küche der Balkanländer wurde vom 14. bis zum 19. Jahrhundert durch die Kultur des Osmanischen Reiches und die entsprechende Küche geprägt, so dass eine relativ homogene Regionalküche entstand. Je weiter östlich man in dieser Region vordringt, desto stärker ist außerdem der Einfluss der orientalischen Küche zu erkennen. Ebenso ist in der zugehörigen Gastronomie der Übergang zur ungarischen Küche wenig trennscharf abgegrenzt.

## Verbreitung
Die Balkanländer sind klimatisch keine Einheit, sondern in eine Mittelmeerregion, eine kontinentale Ebene und eine Bergregion gegliedert. Am Mittelmeer enthält die Küche viele Elemente der sogenannten Mittelmeerküche. Im Hinterland der Mittelmeer-Region spielen Ackerbau und Viehzucht eine große Rolle. Weit verbreitet sind Schafe, Ziegen und Geflügel, während Rinder und Schweine seltener gehalten werden. Die häufigsten Getreide sind Weizen und Mais, teilweise auch Reis; bedeutend ist auch der Anbau von Sesam und Mohn. Die Kontinentalebene nördlich des Balkangebirges ist stark landwirtschaftlich geprägt. Hier werden mehrere Getreidearten angebaut einschließlich Buchweizen. In den Dinarischen Alpen ist die Schafzucht verbreitet.
Zu den typischen Gerichten dieser Küche, die in allen zugehörigen Ländern bekannt sind, gehören Moussaka, Köfte, Burek, Baklava, Sarma und saure Suppen. Das Fleisch wird häufig gegrillt oder am Spieß gebraten, aber Brot und Getreide bilden die Basis der Ernährung. Traditionell basiert die Küche der Länder des Balkans und Osteuropas weitaus stärker auf Getreide als die Küchen in Mittel- und Westeuropa, die einen höheren Fleischanteil aufweisen. Weit verbreitete Gemüsesorten sind Hülsenfrüchte, Kohl, Wurzelgemüse, Zucchini, Paprika, Tomaten und Auberginen. Bei den Milchprodukten dominieren Joghurt und Feta. 
Gerade in bäuerlichen Gegenden wird oft mit Schmalz und ausgelassenem Fett von Gänsen und Hühnern gekocht. Im mediterranen Bereich werden auch Gewürzkräuter großzügig verwendet. Typisch für die Balkanküche sind Zwiebeln, Knoblauch, Kapern, Petersilie und Paprika. Es gibt diverse Sorten Gemüsepaprikas, aber auch scharfe Chilis. Die Schoten werden als Salate, Gemüse, in Öl oder Essig eingelegte Antipasti oder auch mit Reis und Fleisch gefüllt verwendet und daneben vor allem auch als Gewürzpulver beigemischt.
Für Gebäck werden die verschiedensten Obstsorten und Trockenfrüchte verwendet. Mandeln, Nüsse, Feigen und Rosinen sind beliebte Zutaten. Die Gebäckteilchen sind oft in Rosen-, Orangenblütenwasser oder Honig getränkt.

## Rolle in der Gastronomie
In den 1950er Jahren wurden die sogenannten Balkangrill-Restaurants zu einem der erfolgreichsten Restauranttypen der Bundesrepublik Deutschland. Diese vermittelten zwischen der bekannten Wiener und der damals noch als exotisch empfundenen türkischen Küche. Sie boten ein zu Zeiten der Fresswelle vergleichsweise günstiges und fleischlastiges Speisenangebot.